# Bahra, Hama
Bahra (tiếng Ả Rập: البحرة) là một ngôi làng Syria nằm trong phó huyện Hama của huyện Hama ở Tỉnh Hama. Theo Cục Thống kê Trung ương Syria (CBS), Bahra có dân số 1.098 người trong cuộc điều tra dân số năm 2004.